# Іриней I Єрусалимський
Іриней (грец. Πατριάρχης Ειρηναίος Α΄, у світі Еммануїл Скопелітіс, грец. Εμμανουήλ Σκοπελίτης; 17 квітня 1939, Самос - 10 січня 2023, Афіни) — патріарх Єрусалимський та предстоятель Єрусалимської православної церкви з 15 вересня 2001 до 6 травня 2005 року. Був позбавлений священичого сану в травні — червні 2005 року. Відновлений у єпископському сані у званні колишнього патріарха Єрусалимського 25 липня 2019 року.
Тезоіменитство — 5 вересня (священномученика Іринея Ліонського).

## Біографія
У грудні 1953 року прибув до Єрусалиму. 1958 року прийняв чернечий постриг з ім'ям Іриней на честь священномученика Іринея, єпископа Ліонського. У 1959 році був висвячений у сан диякона.
У 1963 році закінчив Єрусалимську Патріаршу школу
У 1965 році висвячений в ієромонахи, в 1966 році зведений у сан архімандрита.
В 1966 поїхав до Афін, де вступив на богословський факультет Афінського університету, який успішно закінчив в 1970 р.
Після повернення до Єрусалиму виконував послух головного редактора журналу «Новий Сіон» та голови Вищого церковного суду. Призначався офіційним представником Єрусалимської патріархії на церковних і богословських нарадах, всеправославних зустрічах і супроводжував патріархів Венедикта та Діодора в їх офіційних візитах, Московський патріархат відвідував 1974 р..
З 1979 до обрання патріархом був патріаршим екзархом в Афінах і відповідальним за щорічне поширення в Греції Благодатного вогню у Велику суботу.
27 лютого 1981 року обраний, а 29 березня того ж року висвячений в архієпископа Ієрапольського.
В 1983 призначений членом Священного синоду Єрусалимської православної церкви.
Серед починань патріаршого екзарха в Афінах була підтримка паломництва з Греції до Святої Землі та створення журналу «Голос Єрусалиму».
У 1994 році зведений у сан митрополита.
13 вересня 2001 року на Соборі Єрусалимської православної церкви обрано предстоятелем Єрусалимського патріархату. 15 вересня у храмі Воскресіння Христового в Єрусалимі відбулася його інтронізація.
Під час сходження на патріарший престол декларував, що сподівається відновити славу Церкви Сіонської, віротерпимість, порозуміння та повагу серед представників різних релігійних та національних громад, які живуть у Святій Землі, встановити стабільність і мир та регіон.
6 травня 2005 року Священний синод Єрусалимського патріархату ухвалив рішення про усунення з посади голови церкви патріарха Іринея, звинувативши його в тому, що він здав у довгострокову оренду єврейським компаніям майно церкви у Старому місті. За це рішення проголосували 13 із 17 членів Синоду. 24 травня Всеправославний собор у Стамбулі підтвердив усунення патріарха, проте Іриней це рішення не визнав. У червні 2005 року Синод Єрусалимського патріархату позбавив Іринея сану і розжалував у ченці. Сам Іриней на засіданні архієрейського суду був відсутній відмовився.
Наступником Іринея I на посаді предстоятеля Єрусалимської православної церкви став Феофіл III.
В ультраконсервативних православних колах повалення Іринея I із сану заперечувалося і навіть визнавалося нелегітимним. Прихильники колишнього патріарха вважали, що повалення пов'язане з його антиекуменічною позицією на противагу прихильникам Феофіла III, а самого Іринея проголосили патріархом-сповідником. У Росії підтримку колишньому патріарху висловили його шанувальники, які регулярно висвітлюють життя і подвижництво Іринея. Оглядач РІА Новости Микола Троїцький стверджує, що колишнього патріарха при скиданні з сану було засуджено до ув'язнення у власній келії, де і знаходиться з 2005 року. Єрусалимський патріархат стверджує, що «скинутий Патріарх Єрусалимський монах Іриней знаходиться в „самоув'язненні“, і відповідальність за можливість його відвідування взяла на себе ізраїльська поліція».
У січні 2015 року інформаційне агентство «Ромфея» повідомляло, що Синод Елладської православної церкви має намір створити особливу комісію з метою звільнення колишнього Єрусалимського патріарха Іринея, чиє перебування в затворі в Афінах не вважають добровільним.
3 листопада 2015 року Іринею було зроблено хірургічну операцію з видалення грижі. Щоб зробити операцію, Іриней вперше залишив Єрусалимську патріархію після семи років перебування у повному затворі.
5 листопада 2015 року патріарх Єрусалимський Феофіл III у супроводі патріаршого епітропу митрополита Капітоліадського Ісіхія та головного секретаря Синоду Єрусалимської православної церкви архієпископа Костянтинського Аристарха відвідав Іринея.
22 березня 2016 року Іриней з'явився у храмі Воскресіння Христового (Труна Господня). Після здійснення Літургії первоосвячених Дарів попрямував до патріарха Феофіла, привітав його, привітав з тезоіменитством і побажав йому довголіття. Всі, хто був присутнім у Великій залі Єрусалимської патріархії, вітали зустріч двох патріархів оплесками.
22 березня 2017 року Іринея вперше відвідав Константинопольський патріарх Варфоломій, який прибув до Єрусалиму для участі в освяченні Кувуклії Гробу Господнього. При вході патріарха Варфоломія в оселю Іринея вони «обмінялися обіймами любові та примирення». Під час зустрічі патріарх Варфоломій та Іриней мали «братню та сердечну розмову з усіх питань».
На початку липня 2019 року колишній предстоятель Єрусалимської Церкви був госпіталізований до відділення інтенсивної терапії. 80-річному Іриневі поставили діагноз: набряк легень та серцева аритмія.
25 липня 2019 року Священний Синод Єрусалимської Православної Церкви під головуванням патріарха Єрусалимського та всієї Палістини Феофіла одноголосно зняв канонічні обмеження з колишнього Патріарха Іринея і відновив його у Священному сані з титулом «колишній патріарх Єрусалимсбкий». У заяві Синоду Єрусалимської Церкви наголошувалося, що рішення про відновлення Іринея в існуючому сані було ухвалено, у тому числі у зв'язку з погіршенням стану його здоров'я. Зі свого боку, архієпископ Афінський Ієронім II заявив 25 липня, що колишнього патріарха готові прийняти у Геронтологічному центрі Афінської архієпископії.
Помер 10 січня 2023 року в Афінах.